# Garelli 250 GP
La 250 GP è una motocicletta da competizione costruita dalla Garelli dal 1985 al 1988.

## Il contesto
Abbandonata la 50 da GP con la nascita della nuova classe 80, in Garelli si pensò di sfruttare i successi della 125 bicilindrica per salire di categoria e correre in 250. Il progetto fu impostato nel 1984 da Jan Thiel: una bicilindrica a V due tempi con telaio monoscocca, soluzione quest'ultima già presente sulle 50 e 125 della Casa lombarda.
La moto fu pronta a fine 1984, effettuando i suoi primi giri in pista il 9 novembre a Monza con Maurizio Vitali, uno dei piloti chiamato a pilotarla per la stagione successiva insieme ad Ángel Nieto.

## In gara
Il debutto avvenne al GP del Sudafrica, prima gara della stagione '85: Nieto non riuscì a qualificarsi, trovando la moto dura da guidare e impegnativa sullo sconnesso, mentre Vitali fu tredicesimo dietro a Loris Reggiani con l'Aprilia anch'essa al debutto. Nieto, scontento della moto, propose a fine gara di approntare un nuovo telaio in tubi, ma non se ne fece niente e lo spagnolo lasciò il team dopo non essersi qualificato nei due GP successivi (va peraltro ricordato che Nieto era reduce da un infortunio al polso occorsogli durante il GP di San Marino '84). Vitali invece si adattò alla moto, ottenendo un sesto posto al GP di Spagna e alcune buone prestazioni in prova: a fine stagione fu 22º in classifica, ottenendo anche il secondo posto nel Campionato Italiano.
Nel Motomondiale 1986 la 250, come la 125, fu affidata al Team Italia gestito dalla FMI: come pilota fu riconfermato Vitali (in una gara di Campionato Italiano gli fu affiancato Andrea Brasini), che fu 15º in classifica, con un quarto posto in Svezia come miglior risultato, mentre nell'italiano fu terzo. Il 1987 vide Vitali Campione italiano della 250 e 18° nel Mondiale; in questa stagione il romagnolo provò (con il beneplacito di Thiel) un telaio in tubi realizzato dallo specialista Golinelli, che diede scarsi risultati e fu quindi accantonato in favore della tradizionale monoscocca.
Per la stagione '88 le Garelli 125 e 250 furono affidate al team di Paolo Pileri: la quarto di litro fu pilotata da Paolo Casoli, ma i risultati non furono incoraggianti (come anche per la ottavo di litro, il cui motore impiegava uno dei cilindri della 250) tanto che il team, cercando di migliorare la competitività della moto, montò il motore in un telaio Yamaha. A fine stagione Casoli fu 44° nel mondiale con appena tre punti.
Il team Pileri abbandonò le Garelli a fine stagione, passando a delle Honda. La Casa lombarda, peraltro, non navigava in buone acque, e non fece correre ufficialmente la 250 nella stagione 1989: in quell'anno si vide solo due volte in pista, con Vitali a Misano (vittoria con record della pista) e al GP di Gran Bretagna affidando una moto a Jean-François Baldé (che la impiegò solo in prova).